# Lista de primeiros-ministros do México
Esta é uma lista de primeiros-ministros do México, figura institucional que existiu em dois momentos da história nacional: de 1821 a 1823 e de 1864 a 1867. O titular do cargo era oficialmente denominado "presidente do Conselho de Ministros", referido pela imprensa normalmente como "presidente do Gabinete". Pela Constituição Política do Império Mexicano

## Presidente do Conselho de Ministros
- Agustín I do México
  - (1822 - 1823) : José Manuel de Herrera

- Maximiliano I do México
  - (1864 - 1865) : José María Lacunza
  - (1865 - 1866) : José Fernando Ramírez
  - (1866 - 1867) : Teodosio Lares